# Кіцштайнгорн
Кіцштайнгорн (нім. Kitzsteinhorn) — гора у комуні Капрун у федеральній землі  Зальцбург на північному заході Австрії. Є частиною хребта Високий Тауерн у  Альпах. Назву Кіцштайнгорн носить і льодовик, що утворює із горою єдине ціле. Максимальна висота льодовика висота гори дорівнює 3202 м, що робить його одним з найвисокогірніших місць катання в Європі. За рахунок висоти сніг на льодовику не тане навіть в літні місяці і придатний для катання.
Щоб потрапити на вершину льодовика, необхідно змінити три підйомники. Найнижчий підйомник розташований на висоті 900 метрів, а остання зупинка верхнього підйомника знаходиться на висоті 3029 метрів. На висоті 3035 метрів є оглядовий майданчик. Звідси як на долоні видно відомий курорт Целль-ам-Зеє, а якщо повернутися в зворотну сторону, то можна побачити національний парк Високий Тауерн.
Загальна протяжність трас Кіцштайнгорна дорівнює 41 км. З них 3 км — це чорні траси, 16 — червоні і 22 км — сині.
11 листопада 2000 року у фунікулері, що піднімав туристів на гору спеціально обладнаним тунелем відбулася пожежа. Від диму задихнулося 155 осіб, 12 вдалося врятуватися. Після цієї трагедії фунікулер вирішено не відновлювати. На заміну йому побудували фунітель (кабінна канатна дорога).